# Paul Volcker

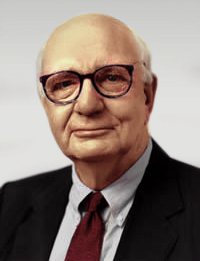
Paul Volcker

Paul Adolph Volcker (* 5. September 1927 in Cape May, New Jersey; † 8. Dezember 2019 in New York City, New York) war von August 1979 bis August 1987 Vorsitzender (Chairman) des Federal Reserve System der Vereinigten Staaten von Amerika, nachdem er von 1975 an bereits der Federal Reserve Bank of New York vorgestanden hatte. Er war Vorsitzender des Anfang 2009 gegründeten Economic Recovery Advisory Board des US-Präsidenten Barack Obama. Am 6. Februar 2011 legte Volcker sein Amt nieder. Volcker war Direktor des American Council on Germany, langjähriges Mitglied und ehemaliger Direktor des Council on Foreign Relations und der Trilateralen Kommission.

## Leben und Wirken
Auf seine Laufbahn vorbereitet wurde er unter anderem durch Studium an der Princeton, der Harvard University und an der London School of Economics and Political Science der London University. Neben seiner Tätigkeit bei der Fed war er an ersterer Universität seit 1975 Senior Fellow.
Seine Laufbahn führte über die Federal Reserve of New York, die Chase Manhattan Bank und das Finanzministerium der USA (United States Department of the Treasury), wobei er in letzterem eine entscheidende Rolle bei der Aufgabe des Goldstandards nach dem Bretton-Woods-System spielte. Die durch ihn 1979 eingeleitete Phase einer Politik u. a. der hohen Zinsen wird auch als „Volcker-Schock“ bezeichnet.
Präsident Carter hatte Volcker zu seiner Kandidatur für die Fed motiviert. In Volckers Amtsperiode als Fed-Vorsitzender fiel die Beendigung der Hochinflationsperiode (Stagflation) in den Vereinigten Staaten Ende der 1970er, Anfang der 80er Jahre. Die dabei eingesetzten außerordentlich hohen Leitzinsen (zeitweise über 20 Prozent) führten jedoch auch zu großen Protestaktionen, da sie bremsenden Einfluss auf die Entwicklung z. B. des Bau- und Agrarsektors hatten und zu einer höheren Arbeitslosigkeit führten. Die Inflation, die Anfang 1980 bis zu 15 Prozent betragen hatte, konnte jedoch unter Kontrolle gebracht werden. Volckers Geldpolitik und die dadurch verursachte Rezession wird als wesentlicher Faktor bei der Wahlniederlage des amtierenden demokratischen Präsidenten Jimmy Carter gegen den Republikaner Ronald Reagan im Jahr 1980 betrachtet.
Paul Volcker war 2004/5 Leiter des IIC (Independent Inquiry Committee Into the UN Oil-For-Food Programme), welches als unabhängige Institution die Vorgänge des Skandals um das Öl-für-Lebensmittel Programmes untersuchte.
Neben Austan Goolsbee, Jason Furman, Jeffrey Liebman und Robert Rubin gehörte Volcker auch zum wirtschaftspolitischen Beraterstab Barack Obamas. Ab dem Sommer 2008 zog Obama Volcker mehrfach als Berater in Bezug auf die Finanzkrise in den USA zu Rate.
Er war Ehrendoktor der Finanzuniversität der Regierung der Russischen Föderation. 1992 wurde er in die American Academy of Arts and Sciences und 1998 in die American Philosophical Society gewählt.

## Volcker-Regel

### Form und Inhalt
In einer Rede am 21. Januar 2010 kündigte US-Präsident Obama seine Absicht an, die großen Banken nicht nur stärker zu regulieren, sondern auch deren Eigenhandelstätigkeit zu beschränken. Die somit von Präsident Obama übernommene, nach Volcker benannte Volcker-Regel besagt:
„Banken ist es nicht gestattet, sich an Hedgefonds und Private-Equity-Fonds zu beteiligen, sie zu besitzen oder zu finanzieren und Eigenhandelsgeschäfte [hierbei handelt es sich um den Handel mit Finanzinstrumenten (Geld, Wertpapiere, Devisen, Sorten, Edelmetalle oder Derivate), der im eigenen Namen sowie auf eigene Rechnung der Bank erfolgt und nicht unmittelbar durch ein Kundengeschäft ausgelöst wird] auf eigenes Risiko zu tätigen. Banken müssen ihre Wertpapier-Handelstätigkeit auf Kundenaufträge beschränken und dürfen selbst keine riskanten Positionen aus eigenen spekulativen Motiven eingehen.“ 
Paul Volcker erklärte am 8. März 2010 in einem Interview mit der FAZ (Frankfurter Allgemeine Zeitung):
„Geschäftsbanken in Amerika und anderen Ländern werden durch ein Sicherheitsnetz geschützt, sie haben Zugang zur Zentralbank und in den meisten Ländern zu einem Einlagensicherungssystem. Die zentrale Frage ist doch, ob auch die Institute Unterstützung durch den Staat, den Steuerzahler genießen sollen, die auf eigene Rechnung spekulative Geschäfte machen. Geschäftsbanken haben eine wichtige Aufgabe im Wirtschaftsleben. Sie müssen geschützt werden.“ 
In einem Brief vom 19. Mai 2010 hat Volcker ausdrücklich das Merkley-Levin Amendment zur sog. Dodd Bill unterstützt. Merkley und Levin lobten im Dezember 2013 die aktuelle Fassung der Volcker Rule.

### In der wirtschaftswissenschaftlichen Diskussion
Der Ökonom Ignazio Angeloni argumentiert, dass die Volcker-Regel weder notwendig noch hinreichend sei, um die finanziellen Risiken im Bankensektor zu beseitigen. Die Risiken der letzten Jahre seien vornehmlich im Nichtbankensektor (LTCM, Investmentbanken, Versicherungsgesellschaften) entstanden. Es sei daher am wichtigsten, für eine systemdurchgängig einheitliche Regulierung zu sorgen. Paul Krugman sieht nicht in der Größe einer Bank das Problem, sondern darin, dass sog. „Schattenbanken“ nicht unter die Bankenaufsicht und Bankenregulierung fallen.

### Politische Implementation
Wie die New York Times 2010 berichtete, ist Goldman Sachs daran interessiert, dass Behinderungen des Unternehmens bezüglich des Derivate-Handels aufgehoben werden. Aufgrund des laufenden Gerichtsverfahrens werden ihre enormen Lobby-Aktivitäten von Regierungsseite und Politikern der Regierungspartei öffentlich abgewiesen.
Seit Juli 2010 verbietet der sog. Dodd–Frank Act Banken, auf eigene Rechnung riskante Wetten abzuschließen. Im Gegenzug wurden begrenzte Anlagen in Hedgefonds und in Private Equity zugestanden. Genauer gesagt gilt folgende Regelung: Mit bis zu drei Prozent des Kernkapitals der Bank sind Investitionen in Hedge-Fonds und Private Equity weiter erlaubt. Das US-Parlament hatte die Grundzüge der Volcker-Regel im Regulierungsgesetz Dodd-Frank-Act definiert, die genaue Umsetzung aber den Regulierern, zu denen die Börsenaufsicht SEC und die US-Notenbank Fed gehören, überlassen. Die für die Regulierung der Finanzmärkte zuständigen US-Behörden wollen per August 2012 bis Ende 2012 die endgültige Version der Volcker-Regel 2012 präsentieren. Die Volcker-Regel ist Teil des Dodd-Frank-Gesetzes, mit dem die US-Regierung und Kongress 2010 die Lehren aus dem Zusammenbruch der Finanzbranche im Jahr 2008 gezogen haben. Ziel des Gesetzes ist es, die Risikofreude zu begrenzen, um eine erneute Finanzkrise zu verhindern. Die Institute sollen ihren Eigenhandel vom Geschäft mit Vermögenswerten von Kunden abtrennen. Dadurch sollen sich die Volumina auf den kurzfristigen und spekulativen Märkten reduzieren. Es gilt allerdings als sehr schwierig, beide Geschäftsbereiche zu unterscheiden.
Volcker selbst war nicht überzeugt davon, dass das neue Gesetz weit genug geht, um eine erneute Bankenkrise zu verhindern.

## Werke
- mit Christine Harper: Keeping At It: The Quest for Sound Money and Good Government. Public Affairs, New York 2018, ISBN 978-1-5417-8831-2.